# Glen Salmon
Glen Salmon (født d. 24. december 1977 i Harare, Zimbabwe) er en fodboldspiller med sydafrikansk nationalitet.
Salmon begyndte med professionel fodbold hos NAC Breda. I 1999/2000 sæsonen spillede Salmon 26 gange og scorede 16 mål. Dengang spilleda NAC Breda i 1. divisionen, efter direkte nedrykning året før. Også takke været Salmons mål rykkede NAC Breda op til Eredivisie igen. I sæsoner 2000/2001 og 2001/2002 scorede Salmon 12 gange i 56 kampe. FC Groningen, der ligesom NAC Breda rykkede op i 1999/2000 sæsonen, var Salmons nye klub. Fra 2003/2004 til 2004/2005 sæsonerne scorede Salmon 15 gange i 76 kampe. 
I januar 2007 skiftede Salmon igen til sin første klub, NAC Breda, på en lejeaftale der varer til sommer 2007.